# 33. BAFTA-gála
A 33. BAFTA-gálát 1980-ban tartották, melynek keretében a Brit film- és televíziós akadémia az 1979. év legjobb filmjeit és alkotóit díjazta.

## Díjazottak és jelöltek
(a díjazottak félkövérrel vannak jelölve)

### Legjobb film
Manhattan 
- Apokalipszis most
- Kína-szindróma
- A szarvasvadász

### David Lean-díj a legjobb rendezésért
Francis Ford Coppola - Apokalipszis most 
- Michael Cimino - A szarvasvadász
- Woody Allen - Manhattan
- John Schlesinger - Jenkik

### Legjobb elsőfilmes
Dennis Christopher - Az utolsó gyönyörű nyár 
- Gary Busey - Buddy Holly története
- Sigourney Weaver - A nyolcadik utas: a Halál
- Ray Winstone - That Summer!

### Legjobb főszereplő
Jack Lemmon - Kína-szindróma 
- Woody Allen - Manhattan
- Robert De Niro - Hosszú nagypéntek
- Martin Sheen - Apokalipszis most

### Legjobb női főszereplő
Jane Fonda - Kína-szindróma 
- Diane Keaton - Manhattan
- Maggie Smith - Kaliforniai lakosztály
- Meryl Streep - A szarvasvadász

### Legjobb férfi mellékszereplő
Robert Duvall - Apokalipszis most 
- Denholm Elliott - Saint Jack
- John Hurt - A nyolcadik utas: a Halál
- Christopher Walken - A szarvasvadász

### Legjobb női mellékszereplő
Rachel Roberts - Jenkik 
- Lisa Eichhorn - Európaiak
- Mariel Hemingway - Manhattan
- Meryl Streep - Manhattan

### Legjobb forgatókönyv
Manhattan - Woody Allen, Marshall Brickman 
- Kína-szindróma - Mike Gray, TS Cook, James Bridges
- A szarvasvadász - Deric Washburn
- Jenkik - Colin Welland, Walter Bernstein

### Legjobb operatőri munka
A szarvasvadász 
- Apokalipszis most
- Manhattan
- Jenkik

### Legjobb jelmez
Jenkik 
- Hová tűnt Agatha Christie?
- A nyolcadik utas: a Halál
- Európaiak

### Legjobb vágás
A szarvasvadász 
- A nyolcadik utas: a Halál
- Apokalipszis most
- Manhattan

### Anthony Asquith-díj a legjobb filmzenének
Mennyei napok - Ennio Morricone 
- A nyolcadik utas: a Halál - Jerry Goldsmith
- Apokalipszis most - Carmine Coppola, Francis Ford Coppola
- Jenkik - Richard Rodney Bennett

### Legjobb hang
A nyolcadik utas: a Halál 
- Apokalipszis most
- A szarvasvadász
- Manhattan

### Legjobb díszlet
A nyolcadik utas: a Halál 
- Apokalipszis most
- Európaiak
- Jenkik

### Legjobb rövidfilm
Butch Minds The Baby 
- Dilemma
- Dream Doll
- Mr Pascal

### Robert Flaherty-díj a legjobb dokumentumfilmnek
A facipő fája 

### Kiemelkedő brit hozzájárulás a mozifilmekhez
The Children's Film Foundation 

### Akadémiai tagság
John Huston 